# Leutheni csata
A leutheni csata a hétéves háború 1757. december 5-én megvívott csatája volt, melyben a kétszer nagyobb osztrák sereg súlyos és megalázó vereséget szenvedett a II. Frigyes király vezette porosz csapatoktól. A győzelem kulcsa a poroszok számára a helyismeret, az osztrák tábornok, Lotaringiai Károly naivitása, és a jobban képzett, magasabb harcértékű porosz gyalogság harcereje és szívóssága volt.

## Előzményei
Szászország 1756-os lerohanása és a csehországi hadjárat kudarca után Poroszország súlyos helyzetben találta magát. 1757-ben nyugatról a francia-birodalmi sereg fenyegette a frissen megszerzett Szászországot, míg keletről a Habsburg Birodalom indított támadást az osztrák örökösödési háborúban elveszített Szilézia visszaszerzéséért, jelentősen megerősített haderejével.
Frigyes a kettős fenyegetést úgy akarta kivédeni, hogy először egy kisebb sereggel megállítja a francia-birodalmi erőket, majd visszasiet Sziléziába, mielőtt az osztrák hadműveletek teljességgel kibontakoznának. A terv kockázatos volt, mivel azt az elképzelést vette alapul, hogy Frigyes hamarabb szét tud verni egy, a sajátjánál nagyobb sereget, mint ahogy az osztrák csapatok legyőzik a keleti porosz határt védő kisebb helyőrségeket.
Ennek ellenére Frigyes számításai a szövetséges invázió kezdetén úgy tűnt, működnek. A rossbachi csatában a francia-birodalmi sereg teljes vereséget szenvedett, minimális porosz veszteségek mellett. Frigyes rohamléptekkel sietett vissza, hogy megállítsa az osztrák csapatokat, akik addigra szinte egész Sziléziát visszafoglalták. A Breslau környékén állomásozó, 65 000 főt számláló császári hadsereg Lotaringiai Károly parancsára azonnal kivonult a frissen elfoglalt városból, hogy megütközzön a 35 000 főnyi porosz erővel.

## A csata

### A csatatér és a seregek kezdő pozíciója
Az osztrák csapatok centruma Leuthen városa mellett volt, maga a sereg 8,5 km hosszan észak-déli irányban állt föl két vonalban, a kor szokásainak megfelelően lovassági szárnyfedezettel. Az irreálisan hosszú felállás feltehetően Frigyes kedvenc taktikája, a szárnyak megtámadása, majd a gyalogság oldalról való felgöngyölítése, ellen lett kifejlesztve. A császári főtisztek elgondolása szerint ilyen hosszú vonalnak nem lehet észrevétlenül az oldalába kerülni.
A porosz csapatok számára a csatatér ideális volt, ugyanis a kor két nagy háborúja, az osztrák örökösödési háború és a hétéves háború között ez a környék volt a kiképző terepük. Frigyes és Lotaringiai Károly erői közt néhány kisebb domb is volt, mely könnyen elrejthette a porosz csapatmozgásokat az osztrák felderítők elől.

### A porosz menetelés az osztrák balszárny felé
Frigyes, kihasználva a dombok és a köd nyújtotta fedezéket, dél, majd kelet felé menetelt teljes rendben a porosz gyalogsággal, miközben az osztrák sereg jobbszárnyát zaklatta lovassági elterelő támadásokkal. Lotaringiai Károly erre a balszárnyáról is a jobbszárnyra rendelte lovasságát, arra számítva, hogy a porosz támadás ezen a részen fog összpontosulni. Miután az elterelő támadások abbamaradtak, és a porosz hadsereget sehol nem találta, a császári fővezér azt hitte, Frigyes visszavonult nyugat felé.

### A porosz támadás
Miután a porosz menetoszlopok túlhaladtak az osztrák vonalakon, az egész hadsereg elfordult balra, majd megkezdte a támadást a teljesen védtelen osztrák balszárny ellen. Frigyes aznap elképesztően szerencsés volt. Már arra sem számított, hogy nem kell a balszárny lovasságával megküzdenie, hogy rátámadhasson az osztrák gyalogságra, de arra végképp nem, hogy az előtte helyet foglaló osztrák színekben harcoló, de protestáns württembergi csapatok, akik szimpatizáltak a szintén evangélikus Poroszországgal, egy-két sortűz leadása után alakzatot bontottak és elmenekültek. A mögöttük elhelyezkedő osztrák gyalogság is megingott a porosz tüzérségtől, valamint a porosz gyalogosok sortüzétől, és ők is menekülésbe kezdtek.

### A császári csapatok összeomlása
A csata mindezek ellenére még nem dőlt el. A Habsburg Birodalom csapatai sietve rendezték soraikat, és Leuthen (az egykori osztrák centrum) környékén kialakították másodlagos állásaikat, az előrenyomuló porosz sereggel szemben, eredeti vonalukra merőlegesen. Az osztrákok még így is győzhettek volna túlerejüknek köszönhetően, de az eredeti elnyúlt felállásuknak köszönhetően nem tudták erőiket koncentrálni. Másfél óráig is eltartott, mire a jobbszárnyról az osztrák gyalogság el tudta foglalni a helyét az új vonalban. A két sereg között harcok alakultak ki, elsősorban a város utcáin. A poroszok nem álltak meg előrenyomulásukban, pokoli körülmények között is kicsikarták az áttörést Leuthennél. Ekkor érkezett az osztrák lovasság a jobbszárnyról, hogy összezúzza a kimerült poroszokat és megnyerjék a csatát. Ez nem sikerült nekik, mert a porosz lovasok időben elvágták az útjukat, óriási csatát kialakítva a két sereg vértesei között. A lovassági közelharc az új osztrák vonalak mögé hömpölygött, óriási káoszt és felfordulást okozva a megingó Habsburg csapatok hátában. Ezt már nem bírta el az osztrák sereg, a vonal felbomlott, a katonák pedig menekülni kezdtek. A porosz csapatok nagyszámú hadifoglyot ejtettek, elsősorban az új osztrák vonal jobbszárnyának katonáit, akik nem tudtak időben kijutni Leuthenből.

## Következményei
Ez a csata volt Frigyes egyik legnagyobb és legzseniálisabb győzelme, mely ideiglenesen visszaszerezte Sziléziát a poroszoknak. Ezzel azonban nem döntötte el a háborút, bár megnyerte Anglia széles körű támogatását, mely jelentősen hozzájárult a háború további öt évének túléléséhez Frigyes számára. Mária Terézia császárné leváltatta Lotaringiai Károlyt.